# تیگران کاراپتیان
تیگران کاراپتیان (ارمنی: Տիգրան Կարապետյան؛ ۱۶ مهٔ ۱۹۴۵ – ۲۱ اکتبر ۲۰۲۱)، سیاستمدار و کارآفرین اهل ارمنستان و رهبر سابق حزب People's Party بود.